# 죠다쉬
죠다쉬(Jordache)는 미국의 의류 업체이다. 죠다쉬 청바지가 1970년대 말부터 1980년대 초까지 미국에 유행했다. 대한민국에서도 1980년대에 유행하였다.

## 역사
1969년 조, 랄프, 아비 나카시 3형제가 뉴욕 시에 상점을 낸 것이 시작이다. 1977년 뉴욕 정전 때 큰 도난을 당한 뒤 받은 보험금으로 사업을 확대했다.
당시 청바지 유행은 리바이스 같은 브랜드에서 디자이너 진으로 옮겨가던 상황이었기 때문에, 시장 점유에 성공했다.

### 대한민국
대한민국에는 1982년 반도상사가 기술제휴로 들여왔다. 죠다쉬 청바지는 1980년대 대중적인 인기를 끌었다.